# プログレスMS-30
プログレス MS-30（ロシア語: Прогресс МC-27、ロシア製造番号460、NASAではプログレス91と呼称）は、国際宇宙ステーション（ISS）への再補給のためにロスコスモスが打ち上げたプログレス補給船。プログレス宇宙機にとって183回目の飛行。

## ミッション
プログレス MS-30貨物宇宙機は2024年9月にエネルギアによって組み立てられ、ロシアのコロリョフにある製造施設から鉄道でカザフスタンのバイコヌール宇宙基地へと輸送され、同月末に到着した。最終テストと打ち上げ準備は2025年1月中旬に始められ、推進剤と加圧ガスの注入は2月16日に完了した。2月18日には続けて食料その他の補給物資の与圧区画への搭載が行われた。
2月20日、宇宙機はロケットアダプターに取り付けられ、その翌日にペイロードフェアリングに格納された。フェアリングに1965年に世界初の船外活動を行ったボスホート2号の船長だったパーヴェル・ベリャーエフの生誕100周年を記念した徽章があしらわれていた。フェアリングに格納された宇宙機は2月22日に鉄道で31/6射場に移動され、2月24日にソユーズ2.1aロケットに結合された。ロケットは2月25日に打ち上げパッドにロールアウトされた。
プログレス MS-30は2025年2月27日 21:24:27 UTC（打ち上げ場所の現地時間2025年2月28日 02:24:27 AQTT）に打ち上げられた。2日間の自由飛行ののちに、予定通りに3月1日 23:03 UTCにISSのズヴェズダ 後方側ポートにドッキングした。

## 積荷目録
それぞれのプログレスのミッションでは、クルーがアクセスできる与圧セクションに1000kgを超える補給品を輸送している。補給品には食料、飲料水、空気などの消耗品に加えてメンテナンスと科学研究のための機材も含まれている。非与圧セクションにはステーション内部の資源と空気を維持するための飲料水、燃料およびガスのタンクが搭載されている。これらの資源は自動化されたプロセスでステーションへと移送される。
このミッションでは、プログレス MS-30には打ち上げ前に総計2,599 kg (5,730 lb)の貨物及び補給品が搭載された。積荷目録は以下の通り：
- 与圧貨物: 1,173 kg (2,586 lb)
- 燃料: 950 kg (2,090 lb)
- 飲料水: 420 kg (930 lb)
- 窒素ガス: 50 kg (110 lb)

与圧区画に搭載された貨物の中には新型のオーラン-MKS宇宙服が含まれていた。